# Michael Lesslie
Michael Lesslie (* 1983) ist ein englischer Dramatiker, Drehbuchautor und Filmproduzent.

## Leben
Schon während seiner Schulzeit in Harrow schrieb Lesslie Theaterstücke und hospitierte am Londoner Donmar Warehouse. Er studierte Englisch und Literatur am Exeter College in Oxford und schloss in beiden Fächern mit Bestnote ab.
2003 wurde sein Stück A Triple Bill Of Shame am Edinburgh Fringe Festival unter seiner Regie aufgeführt. 2005 ging seine Bearbeitung des Versdramas El príncipe constante (The Constant Prince) von Calderon auf internationale Tournee und wurde anschließend im Londoner Arcola Theatre Studio und im Oxford Playhouse gezeigt.
Seine eigentliche Karriere als Theaterautor begann mit Swimming with Sharks, das 2007 am Vaudeville Theatre im West End mit Helen Baxendale, Christian Slater und Matt Smith in den Hauptrollen Premiere hatte. Im folgenden Jahr wurde sein Stück Prince of Denmark, ein Prequel zu Shakespeares Hamlet, am National Youth Theatre gespielt.
Der erste Film, an dem er als Drehbuchautor beteiligt war, war der Kurzfilm Heavy Metal Drummer (2015), der eine BAFTA-Nominierung als bester Kurzfilm erhielt. 2015 schrieb er mit zwei weiteren Autoren das Drehbuch zu Macbeth, 2017 schließlich Assassin’s Creed und 2018 Die Libelle nach dem Roman von John Le Carré (4 Episoden).

## Werke
Dramen
- 2001: Teenage Content, ausgezeichnet mit dem Terence Rattigan Prize for Dramatic Writing
- 2003:  A Triple Bill of Shame, Uraufführung 2003 am Edinburgh Fringe Festival[4]
- 2005: The Constant Prince, nach einem Drama von Calderon de la Barca,  Regie: Alex Zeldin; Tourneetheater 2005, einschließlich der Eröffnung der Spielzeit an der Biblioteca Alexandria,
- 2005: Face up, Face down, ausgezeichnet mit dem Cameron Mackintosh Award for New Writing
- 2007: Swimming with Sharks, Uraufführung am 5. Oktober 2007, Vaudeville Theatre, London
- 2009: Trammel, Uraufführung durch das Dukeries Community College am Cottesloe (National Theatre), London,
- 2010: Prince of Denmark, Prequel zu Shakespeares Hamlet, Stück für das Youth National Theatre, London

Drehbücher
- 2005: Heavy Metal Drummer, Regie: Toby MacDonald; Kurzfilm
- 2014: Macbeth, Regie:Justin Kurzel; Spielfilm: Drehbuch und Produzent
- 2016: Assassin’s Creed, Regie: Justin Kurzel; Spielfilm
- 2018: Die Libelle, Regie: Park Chan-wook; Mini-Serie
- 2023: Die Tribute von Panem – The Ballad of Songbirds and Snakes; Regie: Francis Lawrence, Spielfilm